# 藤井千夏 (声優)
藤井 千夏（ふじい ちか、1967年5月5日 - ）は、日本の女優、歌手、アーティスト、声優、ナレーター。千葉県出身。身長163cm。血液型A型。日本映画学校（現・日本映画大学）卒業。アニマ・エージェンシー所属。

## 人物
特技は歌、作詞、食べる事。
現在は俳優、タレントとして活躍しているユースケ・サンタマリアが参加していたラテンロックバンド「ビンゴボンゴ」のヴォーカリストであった。

## 出演

### 映画
- くまちゃん（1993年）
- さまよえる脳髄（1993年）
- 軍隊をすてた国（2002年）

### テレビ
- イグザンプラー
- 魔女の条件（1999年、TBS）
- ドーデカス（2005年、スペースシャワーTV）ナレーション
- 情熱大陸（2000年、毎日放送）ナレーション
- ゲラッチョ（2007年、スペースシャワーTV）ナレーション
- スペシャヘッズ（2006年 - 2007年、スペースシャワーTV）ナレーション
- LaLaTV（2004年 - 2007年）ナレーション
- ヒューマニエンス（2020年 -、NHK BSプレミアム、NHK総合）ナレーション

### CM
- P&G マックスファクター
- P&G ヴィダルサスーン
- JR東日本
- 朝日新聞（2006年 - 2007年）ナレーター
- トヨタ プリウス（2007年）ナレーター
- キヤノン
- NTTドコモ
- ソニー VAIOナレーター
- 公共広告機構（現：ACジャパン）「TERU登場」（2007年）「検査に行くということ」（2008年）ナレーター

### アテレコ・アニメ
- ザ・ホワイトハウス3
- ヘラクレス
- エルモと毛布の大冒険（2000年）ゴミ王国の女王役
- スピン・シティ（2000年）ステイシー・パテルノ役
- クローザー（2005年 - ）アイリーン・ダニエルズ役
- 弁護士イーライのふしぎな日常（2010年）

### ラジオ
- スネークマンズロックショー（FM OSAKA）
- 青春アドベンチャー「窓辺には夜の歌」（NHK-FM）
- 恋する音楽小説「桜の散る頃」（NHK-FM）

### ゲーム
- 八神ひろきの胸騒ぎの予感（真田珠樹）
- 田舎暮らし
- ニュールーマニア ポロリ青春

### 歌手活動
- BINGOBONGO（1994年）
- 「ワタコバンド」フルーツパンチ（2001年 - ）
- COMING SOON（2005年 - ）

#### CDアルバム
- wild pitch
- bullet
- fever
- vamonos!
- Radio heaven
- ピエールとカトリーヌ（松尾貴史とデュエット）
- シャシの耳